# Franse creoolse talen
De Franse creoolse talen zijn creolen die op het Frans gebaseerd zijn. Het zijn vaak contacttalen die het praten tussen de Fransen en de lokale bevolking vergemakkelijken, ook pidgins genoemd. De meeste zijn ontstaan in de Franse koloniën. Alle samen hebben deze talen circa 10.510.000 sprekers.

## Overzicht
Er worden elf Franse creolen onderscheiden:
- Frans-Guyaans Creools in Frans-Guyana, 50.000 sprekers
- Guadeloups Creools op Guadeloupe en Martinique, 848.000 sprekers
- Haïtiaans-Creools op Haïti, de Dominicaanse Republiek en Guadeloupe, 7.701.640 sprekers
- Karipúna-Creools in Brazilië, 1710 sprekers
- Louisiana-Creools in de Verenigde Staten, 70.000 sprekers
- Mauritiaans Creools op Mauritius, 806.000 sprekers
- Réunions Creools op Réunion, 600.500 sprekers
- Saint Luciaans Creools op Saint Lucia, Dominica, Grenada en Trinidad en Tobago, 356.950 sprekers
- San Miguel-Creools in Panama, 3 sprekers
- Seychellencreools op de Seychellen, 72.700 sprekers
- Tayo in Nieuw-Caledonië, 2000 sprekers

Naargelang de bron worden het Guadeloups en Saint Luciaans Creools soms als één taal beschouwd (het Antilliaans Creools). Omgekeerd gebeurt het ook dat men het Rodrigues-Creools niet als een dialect van het Mauritiaans Creools, maar als een aparte taal betitelt.
De grootste van deze talen hebben ook nog significante immigrantengemeenschappen in nog andere landen onder hun sprekers.